# Piet Vink (wethouder)
Pieter Vink (Delfzijl, 23 mei 1927 - Den Haag, 28 augustus 2002) was wethouder en locoburgemeester van Den Haag. Zijn portefeuille bevatte jeugd, sport, recreatie en cultuur.
Vlak na de Tweede Wereldoorlog was Vink enige jaren radiotelegrafist bij de Koninklijke Marine. In 1953 trouwde hij met Zwaantje Brouwer en ging wonen in Appingedam. Hij was in dienst bij de PTT en actief in de PvdA en de ambtenarenvakbond ABVA. In 1960 verhuisde hij naar Den Haag en werd daar in 1964 lid van de gemeenteraad. In 1970 werd hij namens de PvdA wethouder van Jeugd, Sport en Recreatie, een portefeuille die hij, afwisselend met andere, zijn gehele actieve loopbaan zou behouden.
Als belangrijke prestatie in zijn functie van wethouder Sport geldt in 1972 de realisatie van schaatscentrum De Uithof. Een jaar eerder was hij initiator van de fusie tussen voetbalclubs ADO en Holland Sport. Zijn stemgedrag in het College van B. en W. blokkeerde eind jaren 1970 de realisatie van de Koekamp-lus, een omstreden tramviaduct bij het station Den Haag Centraal.
Vink genoot in Den Haag grote populariteit. Als wethouder Jeugd, Sport en Recreatie was hij het symbool van opbouwwerk, buurthuizen, sportverenigingen en andere ‘leuke dingen voor de mensen’. Hij verscheen in die rol veelvuldig in de lokale kranten. In 1983 werd hij benoemd tot Ridder in de Orde van de Nederlandse Leeuw.
Bij zijn afscheid van de actieve politiek in 1986 werd hij ereburger van Den Haag. Vanaf die tijd zette hij zich, in bestuurlijke of adviserende functies, in voor tientallen Haagse maatschappelijke organisaties. De naar Vink vernoemde vereniging De Goudvink, opgericht door sociaal-voelende Haagse ondernemers, reikt jaarlijks een onderscheiding uit aan personen die zich langdurig verdienstelijk hebben gemaakt in het Haagse verenigingsleven.
Het archief van Piet Vink is ondergebracht bij het Haags Gemeentearchief. Na zijn dood is in de Haagse wijk Ypenburg de Sporthal Piet Vink naar hem vernoemd. In het Huijgenspark werd in 2003 een bank ter herinnering aan hem geplaatst.